# ISL1
ISL1 (англ. ISL LIM homeobox 1) – білок, який кодується однойменним геном, розташованим у людей на короткому плечі 5-ї хромосоми.  Довжина поліпептидного ланцюга білка становить 349 амінокислот, а молекулярна маса — 39 036.
| 10         |  | 20         |  | 30         |  | 40         |  | 50         |
| ---------- |  | ---------- |  | ---------- |  | ---------- |  | ---------- |
| MGDMGDPPKK |  | KRLISLCVGC |  | GNQIHDQYIL |  | RVSPDLEWHA |  | ACLKCAECNQ |
| YLDESCTCFV |  | RDGKTYCKRD |  | YIRLYGIKCA |  | KCSIGFSKND |  | FVMRARSKVY |
| HIECFRCVAC |  | SRQLIPGDEF |  | ALREDGLFCR |  | ADHDVVERAS |  | LGAGDPLSPL |
| HPARPLQMAA |  | EPISARQPAL |  | RPHVHKQPEK |  | TTRVRTVLNE |  | KQLHTLRTCY |
| AANPRPDALM |  | KEQLVEMTGL |  | SPRVIRVWFQ |  | NKRCKDKKRS |  | IMMKQLQQQQ |
| PNDKTNIQGM |  | TGTPMVAASP |  | ERHDGGLQAN |  | PVEVQSYQPP |  | WKVLSDFALQ |
| SDIDQPAFQQ |  | LVNFSEGGPG |  | SNSTGSEVAS |  | MSSQLPDTPN |  | SMVASPIEA  |

A: Аланін

C: Цистеїн

D: Аспарагінова кислота

E: Глутамінова кислота

F: Фенілаланін

G: Гліцин

H: Гістидин

I: Ізолейцин

K: Лізин

L: Лейцин

M: Метіонін

N: Аспарагін

P: Пролін

Q: Глутамін

R: Аргінін

S: Серин

T: Треонін

V: Валін

W: Триптофан

Кодований геном білок за функціями належить до активаторів, білків розвитку, фосфопротеїнів. 
Задіяний у таких біологічних процесах як транскрипція, регуляція транскрипції, диференціація. 
Білок має сайт для зв'язування з іонами металів, іоном цинку, ДНК. 
Локалізований у ядрі.